# Mantis griveaudi
Mantis griveaudi är en bönsyrseart som beskrevs av Renaud Maurice Adrien Paulian 1958. Mantis griveaudi ingår i släktet Mantis och familjen Mantidae. Inga underarter finns listade i Catalogue of Life.